# Hang Seng Bank
De Hang Seng Bank werd in 1933 opgericht. Hang Seng staat voor "steeds groeiende" in het Kantonees. Het is een van Hongkong's grootste beursgenoteerde ondernemingen met een marktkapitalisatie van HKD 247 miljard op 31 december 2014.

## Activiteiten
De bank biedt bankdiensten aan voor particuliere en zakelijke klanten. Verder doet het aan vermogensbeheer en private banking. De bank heeft ook een reeks van indices ontwikkeld voor de Hong Kong Stock Exchange, waarvan de Hang Seng-index (HSI) de bekendste is.
Het zwaartepunt van de werkzaamheden ligt in de thuismarkt Hongkong. Sinds 2007 heeft de bank een dochteronderneming, Hang Seng Bank (China) Limited, voor klanten op het Chinese vasteland. De eerste vestiging werd hier al in 1995 geopend en dat is uitgegroeid naar zo’n 50 vestigingen in 2014. Verder heeft de bank kantoren in Macau, Singapore en een vertegenwoordiging in Taipei. Bij de bank werken zo’n 10.000 medewerkers.

## Aandeelhouders
Een grootaandeelhouder in de bank is de HSBC Group, een van 's werelds grootste financiële dienstverleners. HSBC heeft een aandelenbelang van 62% in de bank. In 1951 kocht HSBC een meerderheidsbelang van 51% en dit is later uitgebreid. Vanaf 1972 heeft Hang Seng Bank een beursnotering op de Hong Kong Stock Exchange.